# SMS V 162
SMS V 162 – niemiecki niszczyciel z okresu I wojny światowej. Okręt wyposażony był w dwa kotły parowe opalane węglem i jeden opalany ropą. V 162 zatonął na minie na Bałtyku 15 sierpnia 1916 roku .